# Provinsen Jehol
Jehol var en kinesisk provins med huvudstad i staden Jehol, belägen i norr om den kinesiska muren i nordöstra Kina. Kring år 1937 hade provinsen en yta på 193.430 km2 och en befolkning på 3.054.305 invånare.

## Geografi
Jehal var ett bergigt, ofruktbart land. I västra låg bergskedjan Stora Hinggan och i mitten Jeholbergen. Blott 6 procent av arealen var åker, där hirs, durra, vete och opium odlades. C:a 1 miljon ton stenkol bröts årligen (kring 1955).
Förutom provinshuvudstaden Chengde var de viktigaste tätorterna i provinsen Beipiao, Chaoyang, Chifeng, Kailu, Lingyuan, Linxi, Luanping och Pingquan.

## Historia
Under Qingdynastin ingick det territorium som senare blev Jehol i Inre Mongoliet och Manchuriet, som i princip var reserverade manchuer och mongoler, medan det var avstängt för hankinesisk invandring. I områdets södra delar lydde under det mongoliska förbundet Dzjosotu, medan de norra delarna hörde till förbundet Dzuu Uda.
Vid tiden för Qingdynastins sammanbrott 1912 hade området en betydande kinesisk befolkning. 1914 blev området definierat som "Jehols särskilda mongoliska område" och 1923 blev det provinsen Jehol.
Mellan den 23 februari och 4 mars 1933 besatte japanska trupper Jehol-provinsen som ett buffertområde mot Republiken Kina och provinsen annekterades senare som en del av Manchukuo, där den blev en av den japanska lydstatens provinser. Den japanska ockupationen av Jehol var en av de händelser som banade vägen för det andra kinesisk-japanska kriget. Efter Japans nederlag i andra världskriget i augusti 1945 återgick provinsen till Republiken Kina.
1955 upplöste Folkrepubliken Kinas regering provinsen och dess territorier delades upp i prefekturerna Chengde, Chifeng och Chaoyang, vilka tillföll provinserna Hebei, Inre Mongoliet respektive Liaoning.
Även om provinsen upphörde att existera 1955, så markerades provinsen länge på officiella kartor publicerade i Republiken Kina på Taiwan.

## Naturhistoria
Till förhistoriska djur som döpts efter provinsen hör bland annat:
- Jeholopterus
- Jeholodens
- Jeholornis
- Jeholosaurus